# AH-56 Cheyenne

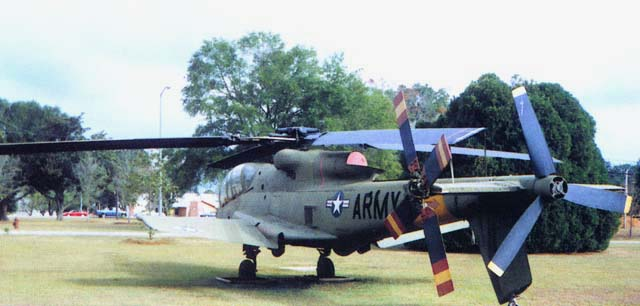
AH-56 Cheyenne, прототип № 7 в музеї Армійської авіації, Форт Рюкер, Алабама. Видно ліва консоль крила і два хвостових гвинти.

AH-56 Cheyenne (укр. «Шає́н») — проєкт американського ударного вертольота, створений фірмою Lockheed. Планувався як вертоліт підтримки сухопутних військ та супроводу транспортних вертольотів армійської авіації під час війни у В'єтнамі. Але через високу ціну реалізації проєкту рішення було прийняте на користь дешевшого штурмовика A-10 Thunderbolt II. Проєкт Cheyenne був закритий у 1972 році. Пізніше цю нішу зайняв гелікоптер AH-64.

## Історія розробки
За проєктом під позначенням АН-56А «Cheyenne» компанія Lockheed побудувала комбінований вертоліт-гвинтокрил з витонченим фюзеляжем і крилами малого розмаху з екіпажем з двох чоловік.
Льотні випробування почалися 21 вересня 1967 року, а на початку 1968 року армія США уклала контракт на першу партію з 375 серійних літальних апаратів. Була побудована перша партія з 10 машин, однак технічні складності розробки гвинтокрила призвели до розриву контракту в серпні 1972 року.
Причиною відмови від програми стали суперечності з військово-повітряними силами щодо бойового призначення «Cheyenne», а також загальна політична обстановка, яка стосувалася військових програм закупівлі, викликала коригування первинних вимог до ударного вертольота на користь дводвигунної машини звичайної схеми, як менш складної, і яка володіє підвищеною бойовою живучістю.

## Конструкція
Вертоліт мав крило малого розмаху, шасі які прибираються. 
Був оснащений турбовальним двигуном General Electric Т64-GE-16, який розвивав потужність 2927 кВт і обертав чотирилопатеві несний і хвостовий гвинти, плюс трилопатевий кермовий гвинт на хвості машини.
Пілоти розміщувалися на поворотних кріслах, навідник мав нашоломний приціл.
«Cheyenne», який розвивав неперевершену швидкість у землі, продемонстрував максимальну швидкість 407 км/год.
Вертоліт оснащений 30-мм гарматою, гранатометом чи кулеметом в носовій турелі, протитанковими ракетами або ракетами «повітря-земля» на підкрильних пускових напрямних.

## Технічні дані
- Екіпаж: 2 чол
- Силова установка: 1 x General Electric T64-GE-16 потужністю 2580 кВт
- Діаметр несного гвинта: 15,36 м
- Довжина: 18,30 м
- Висота: 4,10 м
- Злітна вага: 13 600 кг
- Вага порожнього: 5320 кг
- Макс. швидкість: 408 км/год
- Дальність: 1971 км (AH-56A)

## Цивільні варіанти
Компанія Lockheed розробила три цивільні пасажирські варіанти компоновки Cheyenne: CL-1026, CL-1060 і CL-1090. Останні дві цифри означали кількість пасажирських місць для кожного дизайну. 1026 мав розмістити 30-35 пасажирів, 1060 — шістдесят пасажирів, а 1090 — дев’яносто. Ці варіанти не просунулися далі початкової стадії проектування.